# Cladogynos
Cladogynos é um género botânico pertencente à família Euphorbiaceae.
O gênero apresenta uma única espécie, nativa do Sudeste Asiático, Malesia.

## Espécie
Cladogynos orientalis Zipp. ex Span.

## Nome e referências
Cladogynos Zipp. ex Span.